# Порто (округ)
Округ Порто (порт. Distrito de Porto) је један од 18 округа Португалије, смештен у њеном северном делу. Седиште округа је истоимени град Порто, истовремено и други по величини и важности у држави, а значајан је и град Повоа де Варзим.

## Положај и границе округа
Округ Порто се налази у северној трећини Португалије и граничи се са:
- север: округ Брага,
- исток: округ Вила Реал,
- југоисток: округ Визеу,
- југ: округ Авеиро,
- запад: Атлантски океан.

## Природни услови
Рељеф: Западни део округа Порто је приобална равница Беира уз Атлантски океан. Она је већим делом плодна и густо насељена. Источни део округа је побрђе, просечне висине 300-400 метара. Крајње источни део је планински (планина Марао).
Клима у округу Порто је средоземна, с тим што на већим висинама добија нешто оштрије црте.
Воде: Западна граница округа је Атлантски океан. Најважнија река је река Дуро, која протиче јужном половином округа и у овом округу се улива у Атлантик на западу. Сви остали мањи водотоци су његове притоке.

## Становништво
По подацима из 2001. године на подручју округа Порто живи преко 710 хиљада становника, већином етничких Португалаца.
Густина насељености - Округ има густину насељености близу 750 ст./км², што је неколико пута него државни просек (око 105 ст./км²). Западни део округа уз град Порто је веома густо насељен, док је побрђе на истоку средње густо насељено.

## Подела на општине
Округ Порто је подељен на 18 општина (concelhos), које се даље деле на 383 насеља (Freguesias).
Општине у округу су:
| - Амаранте - Бајао - Валонго - Вила до Конде - Вила Нова де Гаја - Гондомар | - Лоусада - Маја - Марко де Канавезес - Матосињос - Пакос де Фереира - Паредес | - Пенафеил - Порто - Повоа де Варзим - Санто Тирзо - Трофа - Фелгуерас |